# Драган, Григорий Сильвестрович
Григо́рий Сильве́стрович Драга́н (15 января 1949, село Перелёты, Балтский район, Одесская область — 30 апреля 2023, Мёрс) — советский и украинский учёный-физик. Доктор физико-математических наук (2004), профессор (2006); лауреат Государственной премии Украины в области науки и техники (2015).

## Биография
Родился 15 января 1949 года в селе Перелёты Балтского р-ну Одесской обл. Закончил Перелетскую среднюю школу № 1 (1965). Работал на заводе им. Январского восстания (с 1965 года), лаборантом Научно-исследовательского института физики Одесского государственного университета (ныне — Одесский национальный университет имени И. И. Мечникова) (с 1967 года).
В 1972 года закончил вечернее отделение физического факультета Одесского государственного университета им. И. И. Мечникова. Работал младшим (1972-1974), старшим научным сотрудником научно-исследовательской части института (1974-1976), а в 1976 года перешел в научно-исследовательский сектор кафедры теплофизики.
В 1980 году — защитил кандидатскую диссертацию по спец-теме.
С 1981 года — ассистент кафедры теплофизики, с 1982 года — доцент, а с 2003 года — в должности профессора кафедры теплофизики Одесского национального университета.
С 1981 года — член секции кинетики в научной работе Академии наук СССР по физике низкотемпературной плазмы.
В 1990 году избирался депутатом Одесского областного и городского совета народных депутатов XXI созыва, исполнял обязанности заместителя председателя комиссии по экологии и председателя комиссии по вопросам питьевой воды, член Одесской областной экологического совета, с 1991 года — председатель Одесского экологического отделения УФМЗ, с 2002 года — внештатный консультант Комитета Верховной Рады Украины по вопросам науки и образования.
В 2004 году — защитил докторскую диссертацию на тему: «Термодинамика и электродинамика межфазных взаимодействий в плазме продуктов сгорания металлизированных композиций, твердых и газовых топлив».
Скончался 30 апреля 2023 года.

## Научная деятельность
В основу научной деятельности Драгана Г. С. легли исследования факелов различных топливных смесей, начиная с пламя обычного природного газа и завершая плазменными образованиями сложных металлизированных композиций, которые использовались в космической технике. Для выполнения этих исследований создавались экспериментальные стенды и специальные устройства, разрабатывались спектральные и зондовые методики измерений теплофизических и электрофизических характеристик при повышенных давлениях и в условиях форвакуума. Некоторые результаты экспериментов признаны, как изобретения (полученные 4 авторских свидетельства), другие нашли свое внедрение в специальной технике, народном хозяйстве и учебном процессе.
В процессе экспериментальных исследований выявлено влияние ионизации газовой фазы на дисперсный состав конденсированной фазы металлизированных топлив и смещение ионизационной равновесия в газовой фазе плазмы продуктов сгорания в зависимости от дисперсного и фазового состава дымовых частиц, а также от их поверхностного состояния. Теоретическое обоснование результатов экспериментов позволило выявить взаимосвязь между степенью ионизации плазмы и ее объемным зарядом, который возникает в результате межфазного взаимодействия на поверхности частиц.
Для описания координатной зависимости электростатического потенциала в окрестности заряженных частиц введено понятие обобщенного потенциала плазмы, как уровня отсчета потенциала в плазме с конденсированной дисперсной фазой. Такие фундаментальные понятия, как потенциал плазмы и параметр неравновесности используется для описания эффектов смещения ионизационной равновесия по отношению к квазинейтральных газовой плазмы, дальнодействия заряженных дымовых частиц в плазме, пространственного благоустройство долей в объеме плазмы и агломерации, влияния ионизации на нуклеации.
При исследовании способов введения легко ионизирующей примеси в плазму продуктов сгорания с целью регулирования ее электрофизических характеристик был обнаружен пульсационный режим испарения капли солевого раствора и выведен критерий перехода процесса выпаривания в пульсационный режим.

## Труды
- Обоснование рекомендаций по усовершенствованию интегральных экспериментальных стендов ИСБ и ПСБ для валидации расчетных теплогидравлических кодов / Г. С. Драган, Е. З. Емельяненко, В. В. Ким, В. И. Скалозубов // Ядерная и радиационная безопасность. — 2000. — Т. 3, вып. 2. — С. 78-85.
- Влияние обработки частиц кокса водными растворами калийсодержащих соединений на кинетику их окисления, воспламенения и горения / Г. С. Драган // Физика аэродисперсных систем. — 2001. — Вып. 38. — С. 90-98.
- Ionization balance displacement in das phase of dusty plasma / G. S. Dragan // European Workshop on Dusty and Colloidal Plasmas, Vth (Potsdam, 23-25 Aug.). — Potsdam, 2001. — P. 39.
- Нуклеация в ионизированной среде под действием — излучения / Г. С. Драган // Ядерная и радиационная безопасность. — 2003. — Т. 6, № 3. — С. 92-97.
- Пульсационный режим испарения капли водного раствора карбоната калия в углеводородном пламени / Г. С. Драган // Доклады НАНУ. — 2003. — № 1. — С. 87-94.
- The surface processes in thermal dusty (smoky) plasmas / G. S. Dragan, V. I. Vishnyakov // Internat. Conf. on Plasma Physics and Plasma Technology, IVth (Minsk, 2003). — Minsk, 2003. — P. 857—860.
- Термодинамика и электродинамика межфазных взаимодействий в плазме продуктов сгорания металлизированных составов, твердых и газообразных топлив : дис. … д-ра физ-мат. наук / Г. С. Драган. — Одесса, 2004. — 338 с.
- Electrostatic interaction of charged planes in the thermal collision plasma : Detailed investigation and comparison with experiment / V. I. Vishnyakov, G. S. Dragan // Physical Review E. — 2005. — Vol. 71. — P. 016411.
- The Formation of Negatively Charged Particles in Thermoemission Plasmas / V. I. Vishnyakov, G. S. Dragan, Florko A.V. // Journal of Experimental and Theoretical Physics. — 2008. — Vol. 106, № 1. — P. 182—186.
- Неоднородное распределение заряженных частиц в аэрозолях и продуктах сгорания / Е. В. Коськин, Г. С. Драган // Энерготехнологии и ресурсосбережение. — 2009. — С. 74-78.